# ОТ-34
ОТ-34 (ТО-34) — радянський середній вогнеметний танк німецько-радянської війни.

## Історія створення
Був створений на базі Т-34. На відміну від лінійного танка, був озброєний автоматичним пороховим поршневим вогнеметом АТО-41 конструкції Арістова, розташованим на місці курсового кулемета, що, наприклад, в порівнянні з рішенням для КВ-8, дозволило зберегти 76-мм гармату. Екіпаж ОТ-34 був скорочений до трьох осіб, позбувшись стрільця-радиста. ОТ-34 був розроблений в 1941, а його серійне виробництво почалося в 1942 і тривало до 1944. Усього було випущено 1170 ОТ-34, як не рахувати ОТ-34-85, або близько 3,3% від загальної кількості випущених Т-34-76, таким чином ОТ-34 став наймасовішим вогнеметним танком Другої світової війни.
1942 була розроблена нова модель вогнемета АТО-42 з поліпшеними характеристиками і з 1943 ОТ-34 оснащувався вогнеметом АТО-42.
З 1944 року почався випуск вогнеметних танків на базі Т-34-85. ОТ-34-85 так само були озброєні вогнеметом АТО-42, встановленим замість курсового кулемета.

## Особливості конструкції
На відміну від більшості вогнеметних танків, де вогнемет встановлювався замість гармати головного калібру,ОТ-34 і ОТ-34-85 зберегли головний калібр — вогнемет було встановлено на місце курсового кулемета. У результаті цього ОТ-34 зовні не відрізнявся від звичайного лінійного танка Т-34, що дозволяло зблизитися з живою силою противника до дальності вогнеметання не будучи впізнаним.
Крім того, збереження головного калібру дозволяло ОТ-34 здійснювати рівний бій зі звичайними танками свого класу, тоді як більшість вогнеметних танків інших моделей були абсолютно беззахисні перед танками зі стандартним озброєнням.
Дальність ураження вогнемета становила 60-70 м, а при використанні спецсуміші досягала 100–130 м.

## Збережені екземпляри
- Державний демонстраційно-виставковий центр, полігон «Старатель», місто Нижній Тагіл[4]
- Місто Сімферополь, Автономна Республіка Крим, пам'ятник[5]

## ОТ-34 в комп'ютерних іграх
- «Call of Duty World at War» ОТ-34-85;
- «Sudden Strike: The Last Stand»;
- «Бліцкриг 2»;
- «Лінія Фронту: Битва за Харків» (міжнародна назва: «Achtung Panzer: Kharkov 1943»);

Варто відзначити, що відображення тактико-технічних характеристик бронетехніки та особливостей її застосування в бою в багатьох комп'ютерних іграх віддалене від реальності.